# Fundo Loma Larga Airport
Fundo Loma Larga Airport är en flygplats i Chile. Den ligger i provinsen Provincia de Valparaíso och regionen Región de Valparaíso, i den södra delen av landet, 70 km väster om huvudstaden Santiago de Chile. Fundo Loma Larga Airport ligger 273 meter över havet.
Terrängen runt Fundo Loma Larga Airport är huvudsakligen kuperad, men den allra närmaste omgivningen är platt. Närmaste större samhälle är Casablanca, 4,9 km sydväst om Fundo Loma Larga Airport. 
Trakten runt Fundo Loma Larga Airport består till största delen av jordbruksmark. Runt Fundo Loma Larga Airport är det ganska glesbefolkat, med 34 invånare per kvadratkilometer.